# Leo Poeten
Leo Poeten (* 18. Juni 1889 in Königswald, Königreich Böhmen, Österreich-Ungarn; † 1949) war ein sudetendeutscher Porträt-, Landschafts- und Stilllebenmaler der Düsseldorfer Schule.

## Leben
Poeten studierte Malerei an der Kunstakademie Düsseldorf. Dort war Adolf Münzer sein Lehrer. Als Teilnehmer des Ersten Weltkriegs erhielt er das Ehrenkreuz für Frontkämpfer. Poeten schuf vor allem Porträts und Landschaften. 1932 war er auf der Ausstellung Düsseldorf-Münchener Kunst vertreten. 
In der Zeit des Nationalsozialismus war Poeten Mitglied der Reichskammer der bildenden Künste. Für diese Zeit ist bis 1943 seine Teilnahme an 11 Gruppenausstellungen sicher belegt, darunter 1942 und 1943 die Großen Deutschen Kunstausstellung in München. Dort zeigte er drei Porträts: Generalmajor Galland als Kommodore des Jagdgeschwaders 26, Oberleutnant Adolf Dickfeld (heute Stadtmuseum Landeshauptstadt Düsseldorf) und Kommodore Major Müncheberg, das der Düsseldorfer Gauleiter Friedrich Karl Florian für 4000 Reichsmark erwarb. 1937 porträtierte er den Industriellen Fritz Thyssen. 1942 bereiste er die Küste des Ärmelkanals. Dabei entstanden insbesondere Bildnisse von deutschen Jagdfliegerm, etwa des Obersten Josef Priller. 